# Râul Gorova, Tur
Râul Gorova este un râu din județul Satu Mare, unul din cele două brațe care formează Râul Tur. 